# Eugène Labiche
Eugène Labiche (Paris, 6 de maio de 1815 — 23 de janeiro, 1888) foi um dramaturgo e escritor francês. 
Autor de várias comédias, vaudevilles e farsas nas quais satirizou os costumes da sociedade francesa do século XIX, particularmente a burguesia. Em 1880 foi nomeado membro da academia francesa.
Algumas de suas obras são: Un chapeau de paille d'Italie (1851), Le Voyage de Monsieur Perrichon (1860) e La Grammaire (1867).